# IC 83
IC 83 је спирална галаксија у сазвјежђу Кит која се налази на листи објеката дубоког неба у Индекс каталогу.
Деклинација објекта је + 1° 41' 21" а ректасцензија 1h 10m 29,7s. Привидна величина (магнитуда) објекта IC 83 износи 14,6 а фотографска магнитуда 15,4. IC 83 је још познат и под ознакама MCG 0-4-21, CGCG 385-15, PGC 4182.